# Mitul creației
Mitul creației reprezintă setul de credințe ce explică, într-o manieră legendară, imaginară și filosofică, apariția Universului, a Pământului, a vieții și a ființei umane, ca rezultat al săvârșirii actului creator. Mai este asociat cu mitul cosmogonic.

## Prezentare
Mitologiile diverselor popoare certifică faptul că actul creației este realizat printr-o exercitare a puterii divine, atât în credința monoteistă, cât și în cea politeistă. De multe ori, mitul creației cuprinde și ideea sacrificiului sau a jertfei aduse de zei. Profunzimea mitului originar este relevantă în modelul actului primordial, care susține respectiva credință mitologică. Actul primordial are calitatea de a fi, pe lângă unic și original, un desăvârșit act sacru, săvârșit de și prin sacralitate.
	Dintr-o altă perspectivă, creația este reprezentarea orânduirii haosului inițial, prin construirea unei ordini, a unei structuri. Conform cosmogoniilor diverselor popoare, înaintea creației a existat doar haos, iar puterea capabilă de a transforma haosul în ordine este de factura sacră, sacralitatea fiind singura capabilă de o creație continuă, printr-o energie creatoare.

## Ex nihilo
De remarcat că doctrina creării lumii din nimic (creatio ex nihilo) nu este o doctrină biblică, ea apărând abia în secolul al II-lea e.n., deși unii cercetători susțin că acesta nu e un motiv de a crede că nu este o doctrină biblică.

## Teme comune

### Arhetipuri în mitul genezei

#### Zeul creator

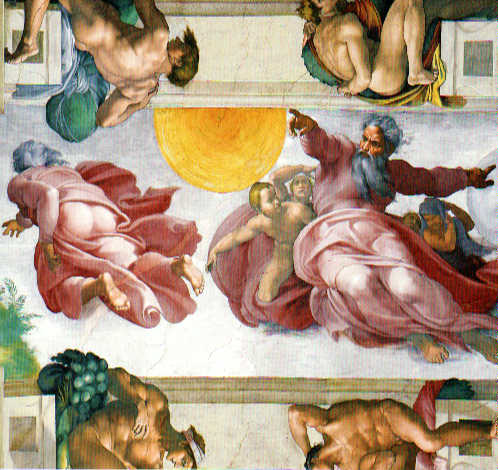
Detaliu de pe tavanul Capelei Sixtine, înfățișând crearea stelelor și planetelor

Zeul creator sau demiurgul reprezintă entitatea responsabilă pentru creația întregii lumi materiale și spirituale, în unele cazuri, sau doar a lumii materiale. De obicei, zeul creator este și cel care a dat viață primilor oameni. Existența lui reflectă necesitatea omului de a-și explica originea universului printr-un proces fabulos. Actul creației este sacru, pur, original, unic și irevocabil, reprezintă o biruință a ordinii asupra haosului primordial. Din această cauză zeul creator și-a câștigat în majoritatea religiilor o reputație foarte mare. El este uneori zeul suprem, ca în cazul lui Odin, din mitologia nordică, a lui Atum din cea egipteană sau a lui Marduk din cea mesopotamică. Cu toate acestea religiile gnostice disprețuiesc zeul creator precum și materia creată de acesta și îl consideră  un demon sau o divinitate inferioară care a încercat să imite prin creație Paradisul.

#### Zeul Haosului
Înainte de săvârșirea actului creator și de stabilire a ordinii în univers, lumea era stăpânită de întuneric și dezordine, sau pe scurt de haos primordial. Acest termen abstract definește un spațiu gol, infinit și indefinit. În multe mitologii lumea a fost creată din haos, adică din nimic, ceea ce amplifică puterea zeului demiurg. Există însă și mituri în care geneza lumii se desăvârșește prin sacrificarea unui monstru, unui gigant sau a unui zeu care personifică haosul primordial. Sacrificiul este obligatoriu în acest caz, fără el neputându-se clădi ceva semnificativ și durabil. De exemplu, în mitologia nordică, Universul a fost făcut din trupul uriașului Ymir, iar în mitologia mesopotamică, Marduk a sacrificat-o pe zeița-dragon Tiamat, formând cu trupul enorm cerul și pământul. În religia maniheistă lumea oamenilor a fost făurită din măruntaiele demonilor arhonți. În plan simbolic, biruința zeilor olimpieni asupra titanilor, în mitologia greacă și a zeilor Tuatha de Danann asupra fomorilor în credința celtică, reprezintă victoria ordinii asupra anarhiei și a creației asupra haosului.

#### Zeița mamă
Zeița mamă este în mitologie un simbol al fertilității, al bogăției și al pământului. Ea este asociată adeseori cu mitul genezei, și chiar dacă nu este creatoarea lumii, are un rol decisiv în acest proces. În mitologia greacă și cea egipteană, zeița mamă are nevoie de o jumătate, de o zeitate opusă, masculină. Astfel în aceste mitologii, geneza este văzută ca un ritual al iubirii, ca o împreunare între cele două elemente antagonice ale naturii: pământ-cer și masculin-feminin. Dacă în mitologia greacă, zeița Gaia este pământul, iar zeul Uranus este cerul, în religia vechilor egipteni, locurile sunt inversate, zeița Nut fiind cerul, iar zeul Geb pământul. În mitologia celtică, zeița-mamă, Danu este una din principalele zeițe din acest panteon, deci are o importanță foarte mare, mai ales că poporul de zei celtici poartă numele „Tuatha de Danann” adică „triburile zeiței-mamă Danu”.

#### Zeul șarlatan
Zeul șarlatan este zeul care intervine în creația demiurgului, de obicei cu intenții malefice, din cauza invidiei, urii, răutății lui înnăscute sau din naivitate și lipsa conștiinței că ar putea provoca rău. Fiindcă lumea la începuturile ei se caracterizează prin puritate primordială și perfecțiune, acest zeu este responsabil pentru aducerea relelor, suferințelor și a morții. El degradează opera ideală a zeului creator și provoacă procesul de degradare progresivă a lumii. Exemplu pentru acest tip de zeu este Ahriman (mitologia persană) sau Sulmus (mitologia mongolă). De asemenea, rolul zeului șarlatan poate fi preluat de demoni, duhuri rele sau spiriduși.

## Mitul creației în funcție de diverse credințe

### Mitologia akkadiană
În mitologia akkadienilor, vecini ai evreilor, omul a fost creat din lut de anumiți lucrători divini, apoi zeițele Nammu si Aruru i-au modelat inima și zeitatea En-Ki i-a dat viață. Acest fapt originar arată că nu exista o distanță de nestrăbătut dintre natura omului și a zeilor: cu toate că omul e creat pentru a-i servi pe zei, el, totodată, este imitatorul și colaboratorul lor. Oamenii trebuiau să le respecte poruncile date de divinitate, să nu încalce preceptele ordinii sacre, care asigură atât bunul mers al lumii universale, cât și al societății umane.

### Budismul
Budismul în general ignoră întrebarea referitoare la originea lumii, considerând-o chiar inutilă. La fel ca și la celelalte întrebări care țin de esența metafizică, profetul Buddha a răspuns prin parabola săgeții otrăvite. El spune că un om a fost rănit de o astfel de săgeată, iar doctorul înainte de a i-o scoate din carne și de a se ocupa de vindecarea lui este întrebat cine a tras (referindu-se la existența unui Dumnezeu), de unde vine săgeata (referindu-se la originea universului și/sau a lui Dumnezeu) și de ce persoana care a tras a făcut această faptă (adică de ce Dumnezeu a creat lumea). Bineînțeles că dacă va continua să pună aceste întrebări și nu îi va fi scoasă săgeata, omul va muri înainte de a afla răspunsurile, care oricum nu pot fi decât niște ipoteze, neexistând certitudinea că sunt adevărate. De aceea budismul se concentrează mai puțin pe răspunsul la întrebări despre originea vieții și se axează asupra salvării ființei de la suferința pe care o implică existența.   

### Mitologia chineză
Antropologia chineză are la bază un cuplu de frate-sora Fu Xi și Nii Wa, două ființe cu cozi de dragon, care au modelat oamenii din lut și noroi; aceleași mitologii ii este atribuită și entitatea Pan-Ku, care creează atât omul, cât și lumea, din trupul său. În acest caz, se poate sesiza un aspect corelant cu mitologia creștină, care presupune existența unui singur Dumnezeu atotputernic, care l-a creat pe om după „chipul și asemănarea sa”.

#### Mitul chinezesc
În mitologia chineză, la începuturile lumii, Cerul și Pământul formau un haos asemănător unui ou. Din acest haos se naște Pan ku (Pangu), un antropomorf primordial, care spărgând oul în două jumătăți formează cerul și pământul. Cu cât Pan ku creștea mai înalt cu atât cele două jumătăți ale lumii erau tot mai mult îndepărtate. După moartea sa, trupul lui formează lumea: capul lui devine un munte sfânt, din ochii lui se nasc Soarele și Luna, din grăsimea lui apar mările și fluviile, iar părul lui ia forma arborilor și a vegetalelor.
O altă legendă chineză vorbește despre zeul Di. Acesta îl însărcinează pe Zhong Li să rupă legătura dintre cer și pământ pentru a împiedica zeii și spiritele care descindeau pe pământ să-i asuprească pe oameni. Datorită apropierii foarte mari dintre cer și pământ, zeii puteau coborî și se puteau amesteca printre oameni, iar oamenii urcau în cer escaladând un munte, un arbore sau o scară. Arborele sau liana ce lega cele două niveluri cosmice au fost tăiate sau muntele ce atingea cerul cu vârful a fost retezat. Doar șamanii, eroii, suveranii și misticii puteau urca prin procese extatice la cer, încercând astfel restabilirea situației primordiale.

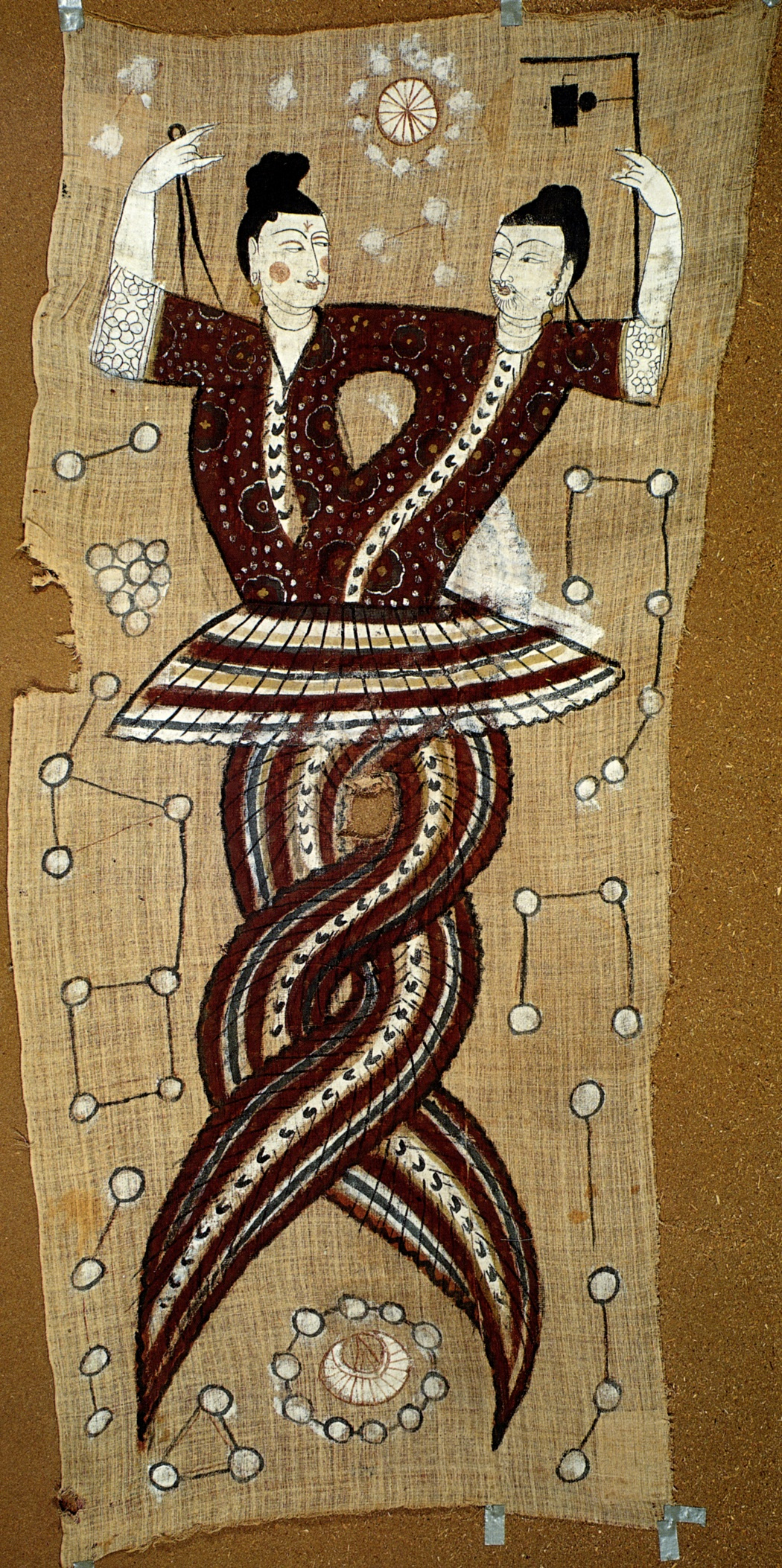
Imagine reprezentându-i pe Nu Wa și Fu Xi, cele două zeități cu cozi de dragon, care contribuie la reconstruirea lumii după potop.

Un al treilea mit îi descrie pe Fu Xi și Nu Wa, două ființe cu trup de dragon, despre care se spune că ar fi frate și soră și care erau reprezentate în iconografie cu cozile înlănțuite. După potop, Nu Wa reface cerul albastru cu pietre de cinci culori diferite, taie picioarele unei țestoase uriașe și înalță patru stâlpi în cei patru poli ai lumii. De asemenea zeița-dragon îl ucide pe Kong Kong (Dragonul Negru). Nu Wa adună cenușă de trestie pentru a opri apele revărsate, apoi modelează oamenii: din noroi pe oamenii săraci, iar din lut galben pe nobili.
O altă legendă este cea a lui Yu cel Mare. În vremea tatălui său, Yao, lumea nu era încă orânduită cum este acum, iar apele mari curgeau haotic, inundând lumea. Yao ridicase diguri, dar această măsură nu a reușit să stabilească ordinea. De aceea, în timpul domniei sale Yu cel Mare sapă pământul și silește apele să se rostogolească în mare, după care vânează șerpii și dragonii.

#### Geneza în taoism
În religia taoistă apărută în China, înaintea cerului și a pământului a apărut o ființă nedefinită, dar perfectă, care are în mod haotic condiția unui bloc de piatră nesculptat. Această entitate poartă numele „Dao” sau „Mama Universului” și este o totalitate primordială, vie, a genezei, fără formă sau înfățișare. „Dao” înseamnă totodată și transformarea neîntreruptă a lumii printr-o alternanță de energii antagonice: yin și yang.

### Creștinism
Religiile creștine învață că lumea a fost adusă de la neființă la ființa de Dumnezeu. Acest act de creație se face doar prin puterea cuvântului căci El zice iar lumea ia ființă ca urmare a atotputerniciei Lui. Deci lumea ia ființă ca urmare a cuvântului lui Dumnezeu astfel încât tot ceea ce există este datorită Lui și este creat în timp. Dumnezeu este atemporal, timpul este în afara Lui dar și în el căci fără Dumnezeu nu exista nici timpul. Înainte însa de a crea lumea care intră sub simțuri a creat îngerii care sunt făpturi superioare omului.

#### Crearea lumii
Facerea lumii.
1. La început, Dumnezeu a făcut cerurile și pământul. (Geneza 1:1)
Ioan 1.1-2; Evr 1.10; Ps 8.3; Ps 33.6; Ps 89.11-12; Ps 102.25; Ps 136.5; Ps 146.6; Isa 44.24; Ier 10.12; Ier 51.15; Zah 12.1; Fapt 14.15; Fapt 17.24; Col 1.16-17; Evr 11.3; Apoc 4.11; Apoc 10.6;
Lumina.
2. Pământul era pustiu și gol; peste fața adâncului de ape era întuneric, și Duhul lui Dumnezeu Se mișca pe deasupra apelor. (Geneza 1:2)
Ps 33.6; Isa 40.13-14;
3. Dumnezeu a zis: „Să fie lumină!” Și a fost lumină. (Geneza 1:3)
Ps 33.9; 2Cor 4.6;
4. Dumnezeu a văzut că lumina era bună; și Dumnezeu a despărțit lumina de întuneric. (Geneza 1:4)
5. Dumnezeu a numit lumina zi, iar întunericul l-a numit noapte. Astfel, a fost o seară, și apoi a fost o dimineață: aceasta a fost ziua întâi. (Geneza 1:5)
Ps 74.16; Ps 104.20;
Cerul.
6. Dumnezeu a zis: „Să fie o întindere între ape, și ea să despartă apele de ape.” (Geneza 1:6)
Iov 37.18; Ps 136.5; Ier 10.12; Ier 51.15;
7. Și Dumnezeu a făcut întinderea, și ea a despărțit apele care sunt dedesubtul întinderii de apele care sunt deasupra întinderii. Și așa a fost. (Geneza 1:7)
Prov 8.28; Ps 148.4;
8. Dumnezeu a numit întinderea cer. Astfel, a fost o seară, și apoi a fost o dimineață: aceasta a fost ziua a doua. (Geneza 1:8)
Pământul.
9. Dumnezeu a zis: „Să se strângă la un loc apele care sunt dedesubtul cerului și să se arate uscatul!” Și așa a fost. (Geneza 1:9)
Iov 26.10; Iov 38.8; Ps 33.7; Ps 95.5; Ps 104.9; Ps 136.6; Prov 8.29; Ier 5.22; 2Pet 3.5;
10. Dumnezeu a numit uscatul pământ, iar grămada de ape a numit-o mări. Dumnezeu a văzut că lucrul acesta era bun. (Geneza 1:10)
11. Apoi Dumnezeu a zis: „Să dea pământul verdeață, iarbă cu sămânță, pomi roditori, care să facă rod după soiul lor și care să aibă în ei sămânța lor pe pământ.” Și așa a fost. (Geneza 1:11)
Evr 6.7; Luc 6.44;
12. Pământul a dat verdeață, iarbă cu sămânță după soiul ei și pomi care fac rod și care își au sămânța în ei, după soiul lor. Dumnezeu a văzut că lucrul acesta era bun. (Geneza 1:12)
13. Astfel, a fost o seară, și apoi a fost o dimineață: aceasta a fost ziua a treia. (Geneza 1:13)
Soarele, luna și stelele.
14. Dumnezeu a zis: „Să fie niște luminători în întinderea cerului, ca să despartă ziua de noapte; ei să fie niște semne care să arate vremurile, zilele și anii; (Geneza 1:14)
Deut 4.19; Ps 74.16; Ps 136.7; Ps 74.17; Ps 104.19;
15. și să slujească de luminători în întinderea cerului, ca să lumineze pământul.” Și așa a fost. (Geneza 1:15)
16. Dumnezeu a făcut cei doi mari luminători, și anume: luminătorul cel mai mare ca să stăpânească ziua, și luminătorul cel mai mic ca să stăpânească noaptea; a făcut și stelele. (Geneza 1:16)
Ps 136.7-9; Ps 148.3-5; Ps 8.3; Iov 38.7;
17. Dumnezeu i-a așezat în întinderea cerului ca să lumineze pământul, (Geneza 1:17)
18. să stăpânească ziua și noaptea și să despartă lumina de întuneric. Dumnezeu a văzut că lucrul acesta era bun. (Geneza 1:18)
Ier 31.35;
19. Astfel, a fost o seară, și apoi a fost o dimineață: aceasta a fost ziua a patra. (Geneza 1:19)
Viețuitoarele mării.
20. Dumnezeu a zis: „Să mișune apele de viețuitoare și să zboare păsări deasupra pământului pe întinderea cerului.” (Geneza 1:20)
21. Dumnezeu a făcut peștii cei mari și toate viețuitoarele care se mișcă și de care mișună apele, după soiurile lor; a făcut și orice pasăre înaripată după soiul ei. Dumnezeu a văzut că erau bune. (Geneza 1:21)
Gen 6.20; Gen 7.14; Gen 8.19; Ps 104.26;
22. Dumnezeu le-a binecuvântat și a zis: „Creșteți, înmulțiți-vă și umpleți apele mărilor; să se înmulțească și păsările pe pământ.” (Geneza 1:22)
Gen 8.17;
23. Astfel a fost o seară, și apoi a fost o dimineață: aceasta a fost ziua a cincea. (Geneza 1:23)
Viețuitoarele pământului.
24. Dumnezeu a zis: „Să dea pământul viețuitoare după soiul lor, vite, târâtoare și fiare pământești, după soiul lor.” Și așa a fost. (Geneza 1:24)
25. Dumnezeu a făcut fiarele pământului după soiul lor, vitele după soiul lor și toate târâtoarele pământului după soiul lor. Dumnezeu a văzut că erau bune. (Geneza 1:25)
26. Apoi Dumnezeu a zis: „Să facem om după chipul Nostru, după asemănarea Noastră; el să stăpânească peste peștii mării, peste păsările cerului, peste vite, peste tot pământul și peste toate târâtoarele care se mișcă pe pământ.” (Geneza 1:26)
Gen 5.1; Gen 9.6; Ps 100.3; Ecl 7.29; Fapt 17.26-29; 1Cor 11.7; Efes 4.24; Col 3.10; Iac 3.9; Gen 9.2; Ps 8.6;
27. Dumnezeu a făcut pe om după chipul Său, l-a făcut după chipul lui Dumnezeu; parte bărbătească și parte femeiască i-a făcut. (Geneza 1:27)
1Cor 11.7; Gen 5.2; Mal 2.15; Mat 19.4; Marc 10.6;
28. Dumnezeu i-a binecuvântat și Dumnezeu le-a zis: „Creșteți, înmulțiți-vă, umpleți pământul și supuneți-l; și stăpâniți peste peștii mării, peste păsările cerului și peste orice viețuitoare care se mișcă pe pământ.” (Geneza 1:28)
Gen 9.1-7; Lev 26.9; Ps 127.3; Ps 128.3-4;
29. Și Dumnezeu a zis: „Iată că v-am dat orice iarbă care face sămânță și care este pe fața întregului pământ și orice pom care are în el rod cu sămânță: aceasta să fie hrana voastră. (Geneza 1:29)
Gen 9.3; Iov 36.31; Ps 104.14-15; Ps 136.25; Ps 146.7; Fapt 14.17;
30. Iar tuturor fiarelor pământului, tuturor păsărilor cerului și tuturor vietăților care se mișcă pe pământ, care au în ele o suflare de viață, le-am dat ca hrană toată iarba verde.” Și așa a fost. (Geneza 1:30)
Ps 145.15-16; Ps 147.9; Iov 38.41;
31. Dumnezeu S-a uitat la tot ce făcuse; și iată că erau foarte bune. Astfel, a fost o seară, și apoi a fost o dimineață: aceasta a fost ziua a șasea. (Geneza 1:31)
Facerea omului.
4. Iată istoria cerurilor și a pământului, când au fost făcute. (Geneza 2:4)
Gen 1.1; Ps 90.1-2;
5. În ziua când a făcut Domnul Dumnezeu un pământ și ceruri, nu era încă pe pământ niciun copăcel de câmp și nicio iarbă de pe câmp nu încolțea încă: fiindcă Domnul Dumnezeu nu dăduse încă ploaie pe pământ și nu era niciun om ca să lucreze pământul. (Geneza 2:5)
Gen 1.12; Ps 104.14; Iov 38.26-28; Gen 3.23;
6. Ci un abur se ridica de pe pământ și uda toată fața pământului. (Geneza 2:6)
7. Domnul Dumnezeu a făcut pe om din țărâna pământului, i-a suflat în nări suflare de viață, și omul s-a făcut astfel un suflet viu. (Geneza 2:7)
Gen 3.19-23; Ps 103.14; Ecl 12.7; Isa 64.8; 1Cor 15.47; Iov 33.4; Fapt 17.25; Gen 7.22; Isa 2.22; 1Cor 15.45

### Mitologia egipteană
Religiei Egiptului antic nu îi este proprie o antropogonie clară, dar cel mai vechi sistem religios din Egipt, cel Memfitic, vorbește de creație ca efect al unei puteri creatoare, al gândirii, al cuvântului unui singur zeu – Ptah. Acesta a născut inițial un gând, după care l-a pronunțat, acesta fiind întâiul act de creație – în această mitologie, creația originală are la bază procese psihologice superioare: gândirea și limbajul. Tot în contextul mitologiei egiptene, mai precis, în reprezentările artistice ale acestora, o altă tradiție egipteană afirmă că oamenii s-au născut din lacrimile unui zeu îndurerat de pierderea ochiului său. 

#### Mitul principal

Zeul egiptean al soarelui, Amon (Ra), creatorul lumii, în majoritatea variantelor miturilor

În mitologia egipteană, la începuturile lumii exista doar o mare întunecată care plutea peste tot. Ea era cufundată în tăcere, era lipsită de orice sunet sau de vreun clipocit, și se spune că era corpul zeului primordial Nun, zeul oceanului. Într-o zi însă, din adâncimile acvatice s-a ridicat un munte la suprafață, iar pe vârful lui s-a născut zeul soare, Atum (Ra). Acest zeu avea înfățișarea unui om, a unui bărbat și deținea o energie universală prin care putea să creeze toți zeii viitori și toate forțele pământului. Atum îi naște pe Shu, o divinitate masculină, și pe Tefnut, o divinitate feminină. După unele legende, se spune că pe cei doi i-a scos din gât: tușind l-a creat pe Shu și scuipând a adus-o pe Tefnut. Acest mit este întărit și de faptul că "shu" înseamnă "aer", "vid", iar "tefnut", "umezeală", "ploaie". Acești doi zei gemeni, născuți de Amon, au devenit amanți și au adus pe lume pe zeița cerului, Nut, și pe zeul pământului, Geb. Imediat ce acești doi zei s-au născut au fost despărțiți de Shu, care a ridicat-o pe Nut cu brațele. Astfel își explică egiptenii faptul că cerul se află deasupra, iar pământul dedesubt, iar aerul, "shu", între cer și pământ.

#### Alte mituri
O altă legendă egipteană relatează altfel crearea lumii. Ea spune că imediat ce muntele a răsărit din apă, pe vârful lui a înflorit o uriașă floare de lotus. Atum se afla în inima florii, sub aspectul unui prunc strălucitor. Seara, floarea se închidea, ascunzând în ea copilul, iar dimineața se deschidea din nou. În această legendă, din gura lui Atum au țâșnit zeii, iar din ochii lui, oamenii. În limba egipteană, "om" și "lacrimă" se pronunță la fel.
La Memphis apare o altă legendă despre originea lumii. Din oceanul Nun răsare un munte și apare înțeleptul zeu Ptah. Acesta începe să rostească numele fiecărei ființe și al fiecărui zeu, oferindu-le odată cu el și viață. Apoi Ptah creează primele temple și orașe, fabrică pâine și o oferă oamenilor.
Un alt mit îl menționează pe zeul Thot, zeu al înțelepciunii, drept primul organizator al lumii. Pe insula născută ca urmare a cutremului apelor lui Nu, apar opt zei care iau înfățișarea unor broaște și șerpi. Ei creează soarele dintr-un ou pe care Thot, zeul cu cap de ibis, îl duce în vârful muntelui. Îndeplinindu-și datoria, cei opt zei se retrag, iar Thot începe construirea templului în onoarea zeului soarelui, Ra, chiar pe locul unde oul a eclozat. Din cojile giganticului ou, el hotărăște să construiască prima capitală a Egiptului.

### Mitologia fino-ugrică
Mitologia fino-ugrică face referință la mitul creației al popoarelor maghiare, estone și finlandeze, printre altele. Se vede haosul primordial sub forma unui ocean imens. Num este primul zeu care a apărut din acest haos, fiind cel care a creat lumea. El trimite pe rând lebede, gâște, „scufundătorul polar” și Pasărea Iguru, pentru a aduce puțin pământ de pe fundul Oceanului Primordial. Doar Pasărea Iguru reușește să îndeplinească porunca zeului. Din puținul pământ căpătat, Num creează lumea sub forma unei insule. Când își termină creația, un bătrân misterios i se arată și îi cere voie să se odihnească pe insula lui. Num acceptă însă când se întoarce după un timp îl găsește pe bătrân gata să nimicească creația. Supărat, zeul îl gonește, dar bătrânul cere în schimb atâta pământ cât să poată prinde în vârful toiagului. Num acceptă, căzând astfel în capcană. Bătrânul misterios atinge cu vârful toiagului pământul, făcând să apară dintr-odată o crăpătură, apoi dispare în ea zicând că de acum va sta în acel loc și de acolo îi va răpi pe oameni. Astfel acea ființă cu chip de om se dovedește a fi de fapt spiritul rău care instaurează pe pământ moartea. Num, uimit, își recunoaște greșeala, deoarece crezuse că bătrânul voia să se instaleze pe pământ, nu sub el. Acest mit reflectă motivul înșelăciunii specific genezei lumii, înșelăciune în urma căreia pe pământ se instaurează răul, necazurile, moartea.

### Mitologia greacă
Hesiod, în lucrarea sa Teogonia, descrie etapele genezei lumii în mitologia greacă. Chaos este prima divinitate care a apărut, nu se știe de unde și cum, și care reprezintă o personificare a haosului primordial, dinaintea genezei și a instaurări ordinii. Chaos a dat naștere zeiței pământului, Gaia (Geea), zeului lumii subterane Tartar, zeului iubirii, Eros, zeiței nopții, Nyx și zeului întunericului Erebus. Fără contribuția nici unui element masculin, Gaia a născut pe Uranus, zeul cerului înstelat, echivalentul ei, cel care o va acoperi. Din uniunea lui Uranus și Gaia s-au născut titanii și titanidele, adică zeii ce aparțin primelor generații divine. Titanii erau în număr de șase: Oceanus, zeul apelor, Coeus, Hyperion, Crius, Iapetus și Cronos. Titanidele erau: Thetys, Phoebe, Theia, Themis, Mnemosyne și Rhea. În urma relațiilor între acești titani s-au născut zeii generației olimpiene, cei mai importanți zei ai panteonului grec. Crescând, Cronos a vrut să-și înlăture tatăl de la tron și a reușit, datorită mamei sale și a soției lui, Rhea. Cronos și Rhea au avut împreună șase copii: Hestia, Demeter, Hera, Poseidon, Hades și Zeus. Cronos s-a temut însă că ar putea fi detronat de ei, la fel cum a făcut și el cu Uranus, de aceea își devorează copiii pentru a scăpa de pericol. Rhea reușește însă să îl ascundă pe ultimul născut, Zeus, care devenind matur își biruie tatăl și își eliberează frații, apoi poartă lungi și epuizante lupte contra titanilor, ieșind învingător. Zeus, Hades și Poseidon își împart marea împărăție a lumii trăgând la sorți, astfel încât Zeus capătă tărâmul cerurilor de pe muntele Olimp, Hades devine rege peste tărâmul subteran al morților, iar Poseidon primește lumea mărilor și a oceanelor.
Mitul antic grecesc susține că primul om a fost înfăptuit ca o creatură a lui Prometeu, care a inițiat valoric și practic oamenii atât în spiritualitate, cât și în meserii și îndeletniciri. În cazul mitologiei grecești, mitului creației i se asociază mitul inițiatului, deoarece Prometeu era considerat și un binefăcător al oamenilor, pentru ca le-a dăruit acestora focul, după ce i-a creat din humă, spre furia lui Zeus.

### Mitologia hindusă
În textele aparținând mitologiei hinduse, cum ar fi Bhagavata purana, Mahaa-Vishnu, Zeul Suprem, plutește pe suprafața Oceanului Cosmic, iar din porii pielii lui se emană un număr imens de universuri. Apoi, aceste universuri sunt inhalate de zeu și sunt readuse în corpul lui, încetându-și funcționarea, pentru ca apoi să iasă din nou, să renască, la următoarea expirație a lui. Fiecare moment al respirației (inspirație sau expirație) este echivalent cu câteva miliarde de ani. Mahaa-Vishnu îndeplinește astfel rolul zeului creator, dar și destructiv, care influențează evoluția lumii și îi menține ordinea.
Fiecare prima ființă creată în fiecare univers se numește Brahma, iar datoria ei este să creeze o diversitate de elemente naturale, de forme de viață, în lumea pe care o guvernează. După karma pe care au avut-o oamenii în universul anterior, ei sunt puși în noi corpuri, și pot fi orice, ori Brahma însuși, ori un animal sau o insectă. Acest ciclu viață-moarte-reîncarnare continuă la infinit. Multe suflete umane purificate primesc atribuții asemănătoare lui Brahma, de a administra unele forțe ale naturii, și poartă numele “daevas”. Ei sunt un fel de zei dar nu au puteri specifice, bine definite.
În mitologia hindusă se spune că lumea materială nu este decât o mică parte dintr-un cer infinit, etern și spiritual, numit Vaikunta. Acest cer, unde timpul este absent, este format din esența perfecțiunii, a infinitului, a cunoașterii supreme și a bucuriei.

### Mitologia incașă

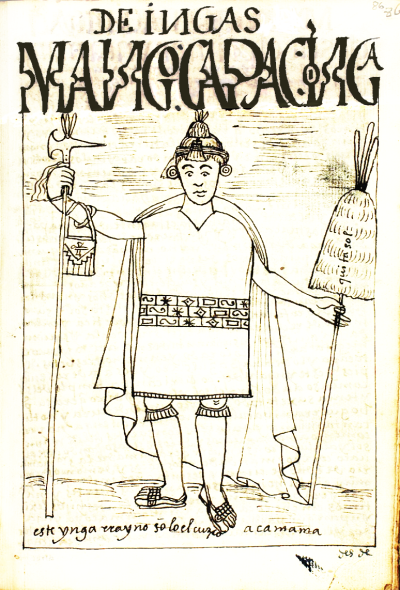
Manco Capac, fondatorul Imperiului Incaș, dar și unul din oamenii care, conform unor mituri, au fost creați odată cu lumea.

În mitologia incașă, mitul creației lumii se bazează pe informațiile transmise prin iconografia și arhitectura civilizației Inca și pe cale orală de către oamenii băștinași ce au supraviețuit. Conform acestor informații, pentru incași, la începuturi, pământul era învăluit în întuneric. Apoi, din lacul numit Collasuyu (astăzi Titicaca), s-a înălțat zeul Viracocha (Con Tiqui Viracocha), aducând cu el câțiva oameni. Zeul a creat soarele (Inti),  luna și stelele pentru a lumina lumea. Din pietre, Viracocha a modelat mai mulți oameni, mai ales femei, pe care le-a creat deja însărcinate. Apoi zeul a trimis oameni în toate colțurile pământului, însă a reținut cu sine un bărbat și o femeie la Cusco, „centrul lumii”.
Un alt zeu creator a fost Con, zeu ce avea forma unui bărbat, dar fără oase. Forța lui creatoare s-a exercitat asupra creării lucrurilor bune de pe pământ, care să satisfacă nevoile primilor oameni. Cu toate acestea, oamenii i-au uitat bunătatea și s-au răsculat. Con s-a înfuriat și i-a pedepsit oprind ploaia și forțându-i să sufere din cauza setei. Zeul Pachacamac a venit în cele din urmă și l-a îndepărtat pe Con, apoi a transformat oamenii răsculați în maimuțe. Noul conducător al lumii a creat noi oameni, strămoșii celor de astăzi.
Întemeietorul primei dinastii a regatului Cuzco a fost Manco Capac. Într-o legendă, el a fost adus din adâncimile lacului Titicaca de către zeul soarelui Inti. În altă legendă, el este chiar fiul lui Viracocha. Cu toate acestea, oamenii de rând nu aveau voie să pronunțe numele lui Viracocha, de aceea s-au născut și legende alternative în legătură cu primul mare conducător al civilizației incașe.

### Înislam
Omul este creat de Allah.  Care a fost motivul crearii lumii este greu de spus, deoarece insasi traditia islamica nu manifesta o atitudine unanima in aceasta privinta. Dupa mutaziliti, lumea a fost creata de Allah ca semn al intelepciunii sale; misticii sustin ca opera-creatie este un act al dragostei divine sau al dorintei lui Allah de a se face cunoscut.

#### Religia islamică

Reprezentarea caligrafică a numelui lui Allah considerat de către religia islamică drept singurul și adevăratul creator al lumii.

În Coran, geneza lumii se remarcă printr-o multitudine de aspecte miraculoase. Creația este la început perfectă, bine pusă în ordine. Numeroase cărți în limba arabă și alte limbi islamice descriu creația ca pe un proces care a durat șapte zile, deoarece Dumnezeu (Allah) nu s-a odihnit deloc. În Cartea Sfântă este menționat: „Allah este Creatorul tuturor lucrurilor, și El este Singurul, Supremul” (13:16). Creator al întregii lumi, Allah a făurit cele nouă ceruri, pământul și straturile lui („tabaquat”) , astrele, luna, soarele, primii oameni, Adam și Eva, dar și pe demonul Iblis, cel care i-a ispitit. Multe animale, păsări și pești au fost modelate din lutul rămas după crearea lui Adam. Printre primele creații mai importante se numără și tronul lui Allah, („kursi”), „cartea bine păstrată”, („lauh al-mahfuz”) și bolta cerului („arș”), focul etern („nar”), Paradisul cu cele douăsprezece porți ale sale și spiritului marelui profet Mahomed. Iadul și Cerul, demonii și îngerii au fost creați separat, Allah modelând mai întâi lumina și spiritele îngerilor.

### Mitologia japoneză

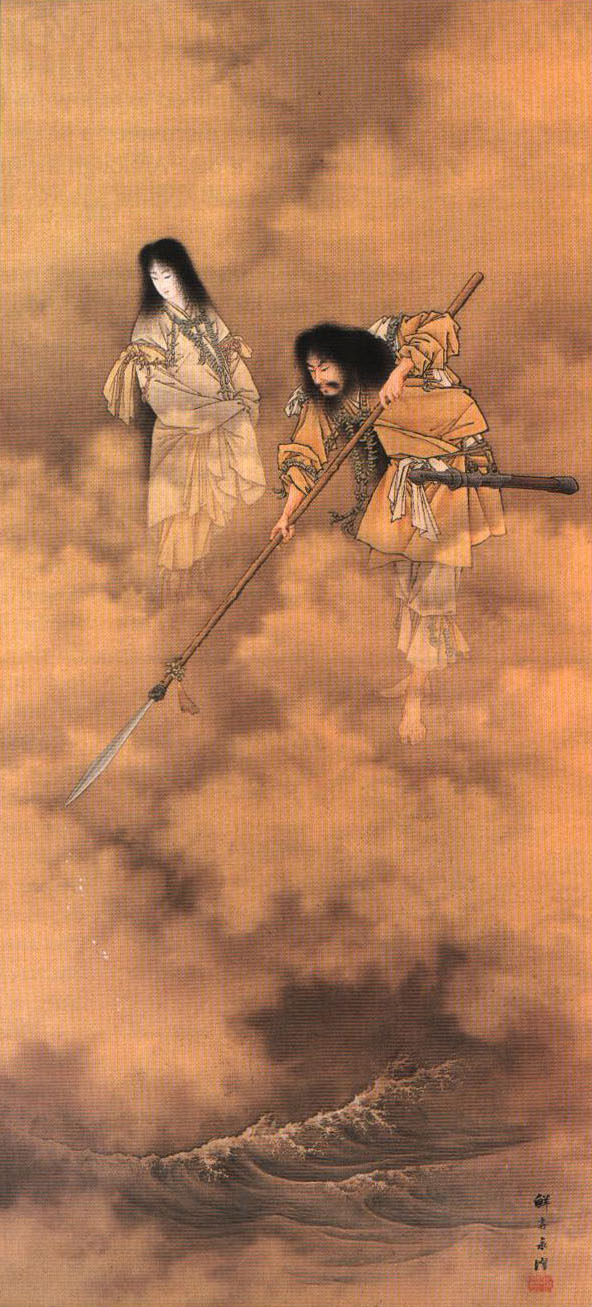
Izanagi și Izanami înfingând halebarda fermecată în valurile oceanului primordial; Kobayashi Eitaku, 1885

În mitologia japoneză, mitul genezei este văzut ca un ritual erotic, iubirea fiind singura capabilă de a crea lumea. Primii zei din panteonul șintoist au creat la începuturile timpului două divinități: una masculină, Izanagi, și una feminină, Izanami, și le-a însărcinat cu crearea lumii. Pentru a săvârși aceasta, ei le-au dat o naginată (un fel de suliță) fermecată. Stând pe podul dintre cer și Pământ, Izanagi și Izanami au făurit prima insulă, Onogoro, cu ajutorul apei oceanului și a halebardei. Apoi cei doi au construit o columnă uriașă și, în jurul ei, un palat numit Yahirodono. Izanagi și Izanami au ținut un ritual de împerechere, mergând în jurul columnei, iar când s-au întâlnit, Izanami a fost prima care a salutat. Acest lucru a fost nepotrivit, deoarece zeitatea masculină trebuia să vorbească prima. De aceea primii lor copii, Hiruko și Aawashima, nu au fost considerați zei de ceilalți, iar apoi au fost abandonați într-o barcă pe mare. Izanagi și Izanami au reluat ritualul, iar de această dată Izanagi a salutat primul. Drept copii au avut un număr mare de zeități, printre care se numără cei opt Ōyashima, sau cele opt insule mari ale Japoniei antice.  Awaji, Iyo (Shikoku), Oki, Tsukushi (Kyushu), Iki, Tsushima, Sado, Yamato (Honshu).

### Mitologia mayașă
Mitul mayaș al genezei este descris în detaliu în cartea sacră Popol Vuh. Conform acestei cărți, Universul, Pământul și oamenii au fost creați de trei șerpi marini și trei entități paradisiace.

### Mitologia mesopotamică

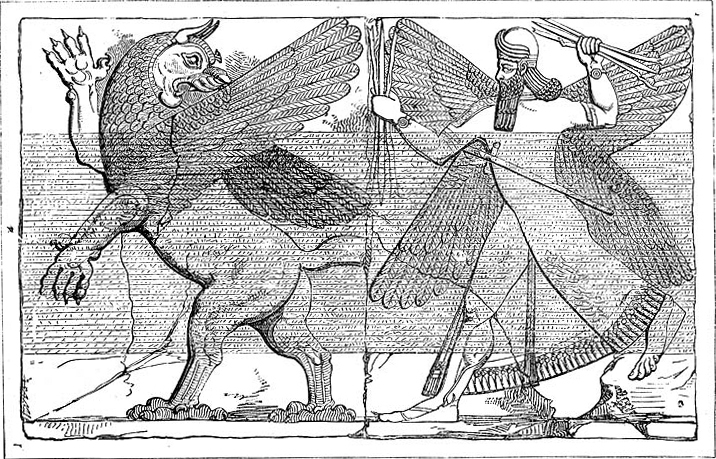
Marduk ucigând-o pe Tiamat, bunica sa

În mitologia mesopotamică, zeul demiurg a fost Marduk, totodată zeu-suprem și stăpân al cerurilor, al furtunii și al fulgerelor. Procesul creației a reprezentat în această mitologie o biruință asupra haosului și o instaurare a ordinii, dar și o jertfă, prin uciderea zeiței-dragon Tiamat. Intrând în conflict cu această ființă monstruoasă, Marduk a trebuit să o doboare în luptă pe ea și pe cele unsprezece specimene de demoni, odraslele ei. Acești demoni aveau diferite înfățișări: centauri, oameni cu gheare de vultur, oameni-scorpion, sau ființe cu capete de leu și coame de taur. Marduk i-a învins pe toți, cu ajutorul celorlalți zei, iar pe Tiamat a atacat-o singur. A ucis-o și i-a împârțit vastul trup în două, în cer și pământ. Suflarea monstrului a devenit ceață, saliva a devenit nori, cei doi ochi s-au transformat în cele două fluvii vitale civilizației mesopotamice, Tigru și Eufrat. Din sângele unui alt dușman al lui Marduk, Kingu, au fost creați oamenii.

### Mitologia panteistă
Religiile panteiste învață că creația a luat naștere din jertfa primordială a unui zeu; asemănătoare în acest sens este si credința conform căreia creația este rezultatul unui sacrificiu cosmic, când zeii sacrifica un om, care dă naștere mai apoi la animale, pământ și cer.

### Mitologia persană
În mitologia persană, Zurvan este zeul primordial hermafrodit, este o personificare a timpului și spațiului indefinit, a destinului. În „Avesta” (sec. IV î.Hr.), timpul este numit „thwasa”, adică cel care se grăbește. Conform lui Plutarh, Zurvan a dat naștere lui Ahura Mazda (Ohrmazd sau Oromazdes), zeul binelui, și lui Angra Maynu (Ahriman), zeul răului. Ahura Mazda este „născut din cea mai pură lumină”, iar Angra Maznu este „născut din tenebre”. Astfel își explică vechii perși apariția binelui și a răului și originea comună  a acestora. Tot Plutarh consemnează că este orânduit ca din cei 9.000 de ani câți are lumea, primii 3.000 de ani să conducă Ahriman, următorii 3.000 de ani să conducă Ohrmazd, iar în ultimii 3.000 să aibă loc marea luptă dintre cei doi. Zeul Mithra este „mijlocitorul” între cei doi rivali, el îi învață pe perși să jertfească sacrificii specifice zeilor.
O legendă răspândită de un preot creștin armean, Eznik din Kolb, relatează că Zurvan aduce vreme de 1.000 de ani jertfe pentru a avea un fiu, dar se îndoiește la un moment dat de eficacitatea jertfei sale. Ca urmare, el va avea doi fii: Ahura Mazda, „în virtutea sacrificiului oferit” și Ahriman, „în virtutea îndoielii încercate”. Aflând că va naște doi fii în loc de unul, Zurvan hotărăște să-l facă rege pe primul născut. Ohrmazd află acest lucru înainte de a se naște și îi spune și lui Ahriman. Lacom de putere, zeul răului iese primul, folosindu-se de violență. Zurvan nu este de acord la început să îi încredințeze puterea, dar este nevoit să își respecte promisiunea, de aceea îl lasă să domnească asupra lumii timp de 9.000 de ani, după care va urma la conducere Ahura Mazda. Din acel moment începe lungul război dintre bine și rău. Și Ohrmazd și Ahriman sunt creatori, însă primul creează făpturi bune, iar al doilea dă naștere celor rele.

#### Ideologia zoroastrismului
Zoroastrismul, religie care apare ulterior în Persia, nu este de acord cu ideea că Ahura Mazda și Angra Maynu sunt frați. Conform capitolului I din „Bundahism”, Ohrmazd este infinit în timp, dar limitat în spațiu de rivalul său. Ahriman, este mărginit în spațiu, dar și în timp deoarece, la un moment dat, va fi înfrânt și ucis de Ohrmazd.
În cadrul luptei dintre bine și rău, Angra Maynu atacă primul, iar Ahura Mazda ripostează făurind o parte din lume. Creația sa este ideală și spirituală și poartă numele de „menok”. El o transpune mai târziu în creație materială, „getik”. „Getik” este și ea la început ideală, benefică, la fel ca „menok”, până când Ahriman își face apariția în interiorul ei, instaurând răul. Acest amestec bine-rău poartă numele „gumecisn” în mitologia persană. „Gumecisnul” va dispărea abia după purificarea finală și distrugerea lui Ahriman și a oștilor sale de demoni.
Momentul în care Ahriman pângărește creația pură, primordială a lui Ohrmazd este descris foarte amănunțit în diferite texte religioase. Zeul răului sfâșie marginile cerului, pătrunde în lumea materială; „getik”, murdărește apele, otrăvește vegetația, omoară Taurul primordial, îl corupe pe omul primordial; Gayomart, se azvârle în focul sacru, dând naștere fumului.

### Mitologia nordică

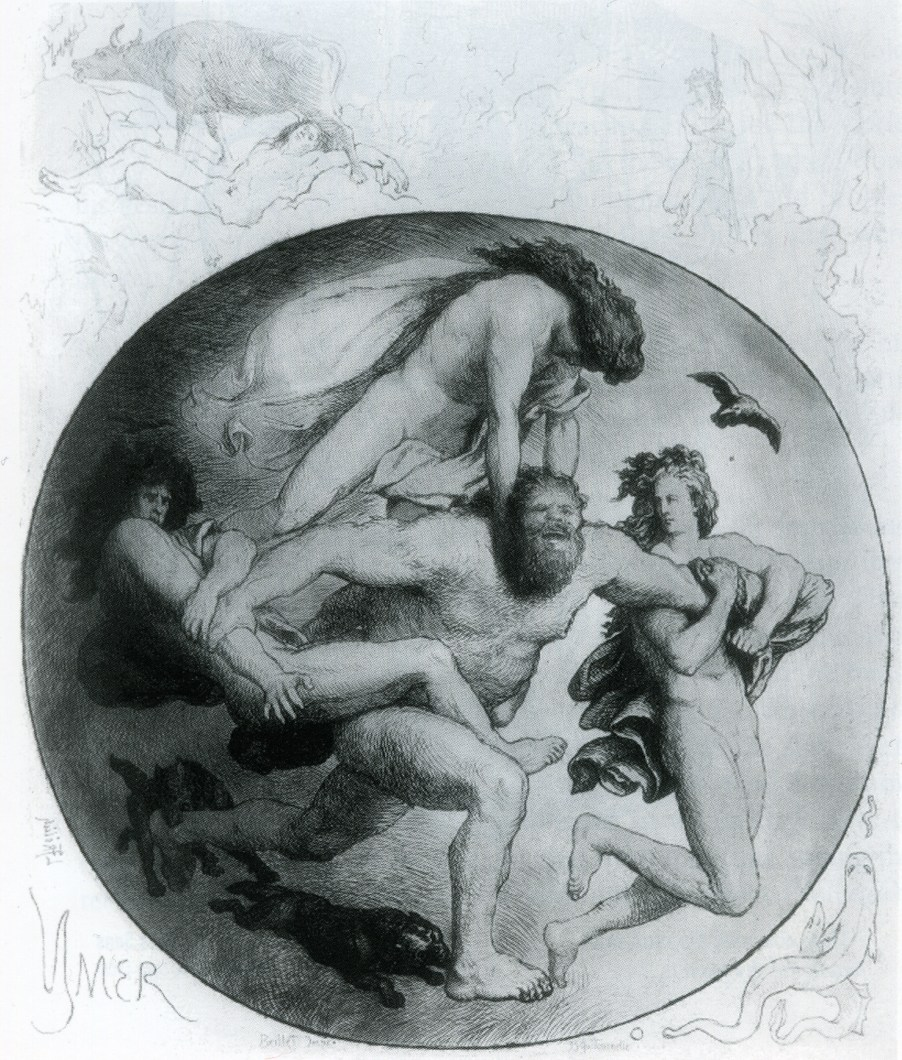
Gigantul Ymir este ucis de Odin și de frații săi.

În mitologia nordică, geneza lumii este văzută ca un sacrificiu sângeros, la fel ca în cazul zeiței Tiamat din mitologia mesopotamică. Snorri Sturluson este cel care relatează cu multe amănunte procesul Creației, având ca principală sursă poemul compus spre sfârșitul epocii păgâne, „Voluspa”. La începutul lumii, nu exista decât o „genune uriașă”, iar cerul și pământul încă nu apăruseră. O inteligență neformată, numită Allfather, controla evoluția întregului cosmos. Din acest haos apar două tărâmuri: în nord, ținutul gheții, Niflheim, și în sud, ținutul focului, Muspelheim. Ținutul Niflheim este identificat uneori cu tărâmul morților și adăpostește un izvor din care se desprind unsprezece mari fluvii. Ținutul Muspelheim aparține giganților de foc și este condus de Surtur. Aceste două tărâmuri sunt despărțite de marea prăpastie Ginnungagap, despre care se spune că ar fi o rămășiță a haosului primordial. La un moment dat, înaintând în suprafață, Niflheim și Muspelheim se întâlnesc în marea prăpastie, focul topește gheața, și se formează o substanță numită “eitr”. Din această substanță se naște gigantul Ymir, o ființă antropomorfă. Ulterior, din gheața topită răsare și o vacă uriașă, Audumbla, cu laptele căreia se hrănește Ymir. Lingând gheață sărată, Audumbla eliberează un zeu, pe Bor, cel care mai târziu se va căsători cu giganta Bestla și va avea trei fii: Odin (“spirit”), Vili (“voință”) și Ve (“sfânt”).

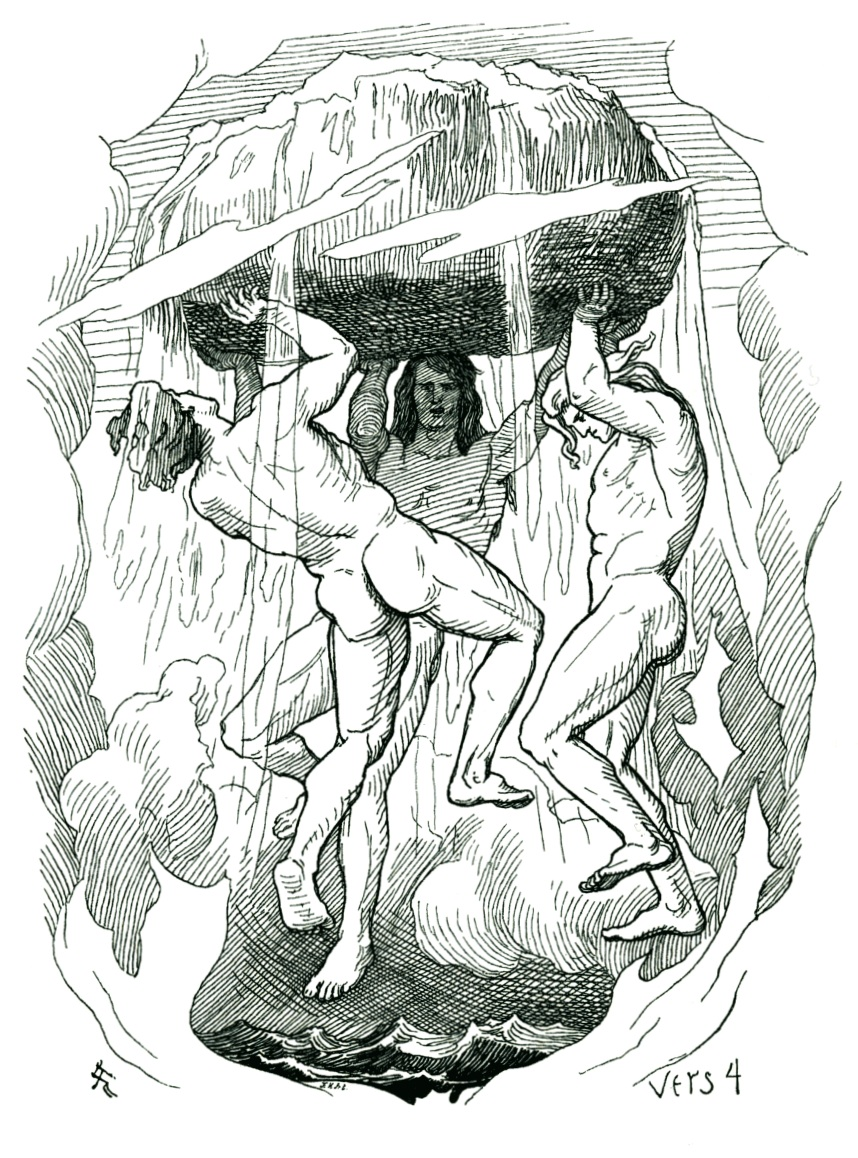
Odin, Vili și Ve creează lumea.

Când cei trei frați ajung la maturitate, îl ucid pe Ymir, iar sângele acestuia îneacă toți uriașii, cu excepția unuia singur care scapă în mod misterios împreună cu soția lui. Odin, Vili și Ve au creat apoi lumea din trupul lui Ymir: din carnea lui vor face pământul, din oasele lui stâncile, din sângele lui marea, din părul său norii, din craniul lui cerul. Ei vor crea stelele și corpurile cerești din scânteile azvârlite de Muspelheim și vor stabili ordinea zilelor și a nopților și succesiunea anotimpurilor. Cei trei frați vor făuri apoi cele nouă tărâmuri  (Alfheim, Asgard, Helheim, Jotunheim, Midgard, Muspelheim, Niflheim, Svartalfheim, Vanaheim), ce vor compune lumea, Yggdrasil, asemănătoare unui arbore uriaș. Bolta cerului va fi susținută de patru pitici: Austri, Vestri, Sudri și Nordri. Cu ajutorul lui Hoenir, zeul cel tăcut și a lui Lodhur, Odin va crea prima pereche umană pornind de la cei doi arbori, Askr și Embla, aflați la țărmul mării. Odin le-a dat viață, Hoenir le-a dăruit minte, iar Lodhur le-a dat formă antropomorfă și simțuri. Oamenii au fost orânduiți să trăiască pe tărâmul Midgard (“lăcașul de mijloc”), tărâm înconjurat de un ocean și apărat de o împrejmuire făcută din genele lui Ymir.

### Mitologia română
Chiar dacă poporul român nu are o mitologie de sine stătătoare, mituri cosmogonice și antropogonice s-au păstrat sub formă de legende. Stoparea creării unei mitologii a fost datorată creștinării timpurii a poporului român, mai exact din faza de formare, faza ce s-a întețit după retragerea aureliană din 271. Influențele culturii romane, în special, dar și a celei grecești, compilate în contextul mediului predominant rural și agricultural a dus la formarea unor ființe și a unor obiceiuri endemice. Totuși, creștinarea a împiedicat dezvoltarea lor, acestea transformându-se în superstiții, asociate de obicei răului, dar și binelui, devenind sfinți. Un exemplu de modificare locală a nervurii mitice biblice reprezintă dorința lui Adam și a Evei, morți la vârsta de 700 de ani, de a fi îngropați în muntele Alelei. În folclorul bucovinean s-au păstrat variante cosmogonice stranii, cu rădăcini foarte vechi: la început nu era nimic pe lume, decât un munte mare purtat de vânturi; din vârful său ieșea foc, iar din foc s-a născut o femeie neînsuflețită al cărei trup a fost purtat multă vreme de vânturi până a ajuns la Vântul-cel-mai-de-sus, care i-a dat viață. De acolo femeia coboară pe munte unde, găsind două bucăți de fier le înghite, rămânând astfel însărcinată, naște doi copii: unul șchiop și deștept, altul teafăr și prost. Muntele neavând fier și frații având nevoie de lut, cel prost aduce lut din adâncul mărilor, iar cel deștept creează din lut un cal fără viață. Ei intră pe rând în cal ca să-l miște, făcând apoi și o căruță; fiindcă numai fratele prost izbutise să miște calul, rămâne să tragă el toată viața. Ceea ce acest mit vrea să exprime este ca dumnezeu era necunoscut în acele timpuri, deci creștinismul nu se infiltrase în teritoriul românesc, sau se infiltrase sporadic. Mitologia română, în formele cunoscute de noi astăzi nu cuprinde zei, numai duhuri, divinități de origine totemică (Sfânta Vineri, Pasărea Măiastră), animale oraculare (Oaia Năzdrăvană, Calul Năzdrăvan), demoni (Ielele, dracul, Muma-Pădurii), divinități luciferice (cățelul pământului), monștri zoomorfi (balaurii), giganți (Uriașii, Novacii), eroi miraculoși (Făt-Frumos, Prâslea) și zâne (ursitoarele, Ileana-Cosânzeana), divinități ale naturii aduse de creștinism (Sânpetru, Sântilie). Există și instrumente magice, folosite de eroi în scopul învingerii răului sau în scopul de a face rău (căciula fermecată, flautul fermecat, bușteanul ielelor). Există și tărâmuri paralele cel mai cunoscut fiind Tărâmul Celălalt, care nu este infernul ci o lume para-umană din alt univers. Mitologia română are patru caracteristici de bază: a) lumea populată de duhuri rele și bune pe care omul le poate păcăli cu ajutorul inteligenței sale b) destinul implacabil așa cum spune și Dimitrie Cantemir despre credința românilor, ce cred că punctul de sfârșit al vieții este pus de zei și nu poate fi schimbat, de asemenea orice moment din viață. Un exemplu în acest sens este balada populară Miorița, unde oracolul nu este o prevenire ci o anunțare obiectivă a unui fenomen natural ce nu poate fi modificat. c) credința într-un tărâm secund paralel, rar infernal și de obicei paradisiac, dar nu în sensul biblic, deoarece credințele păgâne nu au pătruns încă în acest mit. d) convingerea că undeva există nemurire, așa numita tinerețe-fără-bătrânețe-și-viață-fără-de-moarte.

### Mitologia tibetană
În mitologia tibetană, lumea a fost creată de zeii celești, Phyva, imaginați ca fiind munți ai cerului. Unii dintre acești zei au coborât pe pământ aducând cu ei animale, plante și pe cei dintâi oameni. Această epocă paradisiacă durează 10.000 de ani. Un demon închis în al nouălea etaj subteran, a reușit să scape și a răspândit răul în lume. Zeii s-au retras în cer, iar lumea a continuat să decadă timp de sute de mii de ani. Întâlnim aici mitul perfecțiunii începuturilor urmată de degenerarea progresivă a universului.

### Mitologia uralo-altaică
Miturile genezei în mitologia uralo-altaică au suferit influențe indiene, persane și chiar scitice și tibetane. După scindarea marii familii uralo-altaice în mai multe popoare, au apărut o mulțime de concepte religioase referitoare la nașterea lumii. Însă de cele mai multe ori, zeul Tangri (Tangeri, Tangere sau Tingir) este recunoscut ca marele creator al lumii. Tangri este zeul creației, zeul „făcător”. Ordinea cosmică, organizarea lumii, destinul oamenilor depind de acesta. Conform mitologiei uralo-altaice, Tangri și ceilalți zei i-au creat pe oameni, apoi spiritele cele rele au răspândit moartea și bolile pe pământ. Într-un text din inscripțiile paleolitice de la Orkhon (sec. VII-VIII) este scris „Când sus  cerul albastru, jos pământul s-au făcut, între acestea două au fost zămisliți fiii omului”.

#### Variante ale mitului genezei la turci, tătari și mongoli
Odată cu scindarea poporului uralo-altaic a început să decadă însemnătatea zeului Tangri și au apărut câteva variante ale mitului genezei care recunosc drept creatori pe alți zei. Într-un mit care a circulat printre popoarele turce, rolul de demiurg îi aparține lui Sombol-Burkan. La începuturile lumii el plutește pe apele Oceanului Primordial. Zărind o pasăre acvatică, îi cere să se scufunde în adâncuri și să îi aducă pământ. Din lutul primit de la ea, zeul creează lumea.
Un mit al tătarilor vorbește despre Lebed, o lebădă albă, care se scufundă la rugămintea lui Dumnezeu și aduce pământ în cioc. Din acest pământ este făurit pământul, neted și întins. Mai târziu își face apariția Diavolul, care face mlaștinile.
La mongoli, un mit al genezei îi descrie pe Ocirvani și Tsagan-Sukurty, doi zei ce coboară din cer în Marea Primordială. Ocirvani îi cere tovarășului său să aducă niște nămol din ocean. După ce întind nămolul pe spinarea unei broaște țestoase, adorm amândoi. Sosește mai târziu diavolul Sulmus, care încercând să îi arunce în apă pe cei doi, rostogolește din greșeală bucata de nămol, bucată care crescând formează Pământul. Un alt mit asemănător este cel în care Ocurman, care trăiește în cer, vrea să făurească lumea și de aceea îi cere lui Tsagan-Sukurty să caute lut, în numele lui propriu. Tsagan-Sukurty aduce ceea ce i s-a cerut, dar devine înfumurat zicând că fără el Ocurman nu ar fi reușit să dobândească pământ. Lutul i se scurge atunci printre degete, iar Tsagan este nevoit să se scufunde din nou în ocean, de data aceasta în numele lui Ocurman. După creația lumii apare demonul Sulmus și cere o bucată de pământ cât să cuprindă cu vârful toiagului. Fiindu-i acceptată cererea, Sulmus lovește cu toiagul în pământ și creează șerpii.

### Religiile gnostice
În religiile gnostice, Adevăratul Dumnezeu nu este cel care a creat lumea. Geneza acesteia este opera unor puteri inferioare, uneori chiar diavolești. Lumea oamenilor este o imitare demonică, nereușită, a unei lumi superioare, divine. Crearea lumii nu numai că nu mai este o dovadă a puterii lui Dumnezeu, ci este explicată ca un accident survenit în regiunile superioare, sau drept rezultat al atacului primordial al întunericului asupra luminii.

#### Gnosa valentineană

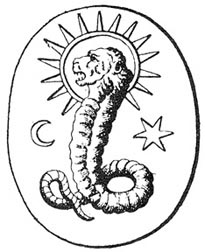
O zeitate cu cap de leu, înfățișată pe un giuvaer gnostic; după părerea lui Bernard de Montfaucon zeul este chiar Demiurg sau Yaldabaoth, creatorul lumii materiale în religia gnostică

După profetul Valentin, prima entitate care s-a desprins din haos este Tatăl sau Primul Principiu, absolut, invizibil, transcendent și incomprehensibil. El s-a unit cu o divinitate feminină, Ennoia („Gândirea”), cu care a dat naștere celor cincisprezece perechi de eoni. Aceștia formau lumea spirituală din jurul divinității primordiale, numită și Pleroma. Ultimul dintre eoni a fost zeița Sophia („Înțelepciunea”), care din nesăbuința de a încerca să-și cunoască Tatăl, a provocat apariția răului și a patimilor, elemente ce vor compune o înțelepciune inferioară. Între timp, Pleroma îl zămislește pe Mântuitor (Iisus), care coborând din lumea superioară compune materia invizibilă și îl creează pe Demiurg, cel ce va fi făuritorul lumii noastre. După ce Demiurg săvârșește geneza, ignoră existența lumii superioare și se consideră pe sine unicul Dumnezeu. Tot el însuflețindu-i cu respirația sa, făurește două categorii de oameni: “hylicii” și “psihicii”. Însă elementele spirituale răspândite de Sophia în lumea inferioară intră în respirația lui Demiurg și duce la apariția celei de-a treia clase umane, “pneumaticii”, singurii capabili să se mântuiască.

#### Gnosa maniheană
Gnosa răspândită de Mani susține că la începuturi cele două substanțe primordiale, lumina și întunericul, binele și răul, Dumnezeu și materia, coexistau, dar erau bine despărțite de o graniță. La nord domnea Părintele Măreției (asimilat cu Dumnezeu tatăl la creștini), iar la sud Prințul Întunericului (identificat cu Ahriman, la perși și Diavolul la creștini). Din cauza „mișcării dezordonate a materiei”, Prințul Întunericului este împins către granița nordică a regatului său. El zărește splendoarea luminii și dorește să o cucerească. Atunci Părintele Măreției hotărărște să-l respingă el însuși pe dușman. O zămislește pe Mama Vieții, care la rândul ei dă naștere Omului Primordial. Având o armură alcătuită din cinci straturi de lumină, acesta coboară la graniță, dar este învins în lupta cu întunericul și cu demonii (arhonții). În urma acestei înfrângeri, lumina se amestecă pentru prima dată cu întunericul, iar materia deține o parte din sufletul divin.
În a doua etapă a creației, Părintele Măreției evocă Spiritul Viu, care coborând în întuneric îl prinde de mână pe Omul primordial și îl înalță către Paradisul Luminilor. Totodată, Spiritul Viu îi doboară pe demoni și făurește din pieile lor bolțile cerurilor, din oasele lor munții, iar din carnea lor pământul. Apoi creează soarele și luna.
În a treia etapă  a creației, Părintele Măreției decide să recupereze toate particulele luminoase răspândite de Omul Primordial în întuneric. De aceea el îl emană pe al “Treilea Trimis”. Acesta organizează cosmosul ca pe o fântână de captat particulele de lumină. În primele cincisprezece zile ale unei luni, aceste particule urcă până în lună, care ajunge lună plină; în următoarele cincisprezece, lumina se mută în soare și în cele din urmă în Paradisul Luminilor. Cu toate acestea mai rămân particule captive, deoarece au fost înghițite de demoni. Atunci Trimisul se arată demonilor masculi sub înfățișarea unei tinere fecioare, iar demonilor femele sub chipul unui tânăr bărbat. Înflăcărați de dorință, arhondiții masculi își răspândesc sămânța și o dată cu ea și lumina pe care o înghițiseră, iar femelele nasc înainte de vreme, avortonii lor fiind aruncați pe pământ. Prințul Întunericului își face griji pentru pierderea prețioaselor particule și de aceea recurge la un gest disperat trimițând doi demoni, unul mascul și celălalt femelă, pentru a devora toți avortonii, care aveau închisă în ei lumina. După ce săvârșesc acest macabru proces, cei doi demoni se împerechează, zămislind-i astfel pe Adam și Eva, primii oameni. Astfel o mare cantitate de lumină ajunge în trupul oamenilor, ei devenind acum obiectul principal al răscumpărării. Conform religiei maniheiste, principalul obiectiv al omului este de a se mântui pentru a putea readuce particulele luminoase din corpul lui la origini, în Paradisul Luminilor.

#### Bogomilismul
Erezia bogomilistă susținea că lumea materială a fost creată de Satanail (Satan sau Diavolul), “Dumnezeu cel aspru” din Vechiul Testament. Bogomiliștii credeau că Satanail era fratele lui Hristos și fiul lui Dumnezeu. Pentru ei lumea era rea, demonică, tainele, icoanele, ceremoniile religioase și crucea erau deșarte, singura posibilitate de izbăvire fiind viața în sărăcie, umilință, pocăință și rugăciune.